# Canuleius vigintiquatuorspinosus
Canuleius vigintiquatuorspinosus är en insektsart som beskrevs av Ludwig Redtenbacher 1906. Canuleius vigintiquatuorspinosus ingår i släktet Canuleius och familjen Heteronemiidae. Inga underarter finns listade.